# Simod
La Simod S.p.A. è stata un'industria italiana di calzature ed abbigliamento sportivo, con sede a Sant'Angelo di Piove di Sacco in provincia di Padova.

## Storia
Viene fondata da Paolo Sinigaglia quando aveva poco più di vent'anni prendendo a prestito i primi macchinari per incollare le suole delle scarpe.
L'azienda di Sant'Angelo di Piove di Sacco aveva varcato i confini europei in Russia, Albania, ex Jugoslavia e perfino in Cina, dove ha commercializzato le scarpe con il marchio di Barbie.
Negli anni ottanta il punto di massima espansione, con un fatturato consolidato di 63 milioni di euro e utili netti per 1,8 milioni.
Nel dicembre 2013 l'azienda viene messa in liquidazione.
Nell'ottobre 2014 ottiene la possibilità di attuare il concordato preventivo.
Il 29 dicembre 2015 l'azienda viene dichiarata fallita.

## Sponsorizzazioni

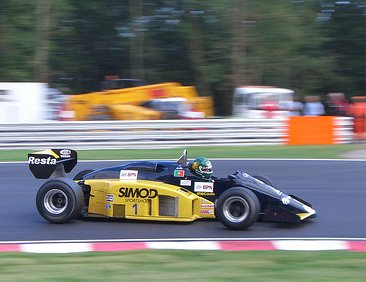
La scritta SIMOD sulla fiancata della Minardi

Dal 1987 al 1989 sponsorizzò la Full Members Cup (che in quel periodo si chiamava Simod Cup), competizione calcistica inglese disputatasi fra il 1985 e il 1992, in seguito all'esclusione dalle competizioni europee delle squadre inglesi.
Negli anni ottanta e novanta fu sponsor del Petrarca Rugby e della Pallacanestro Petrarca.
Nel 1989 l'azienda fece da intermediaria nelle trattative per portare in Europa alcuni atleti sovietici, tra cui il calciatore della Dinamo Minsk Sergej Alejnikov che fu acquistato dalla Juventus.
Inoltre fu sponsor del Chelsea dal 1986 al 1987 e sponsorizzò la Minardi dal 1985 al 1987.